# Anna Roller

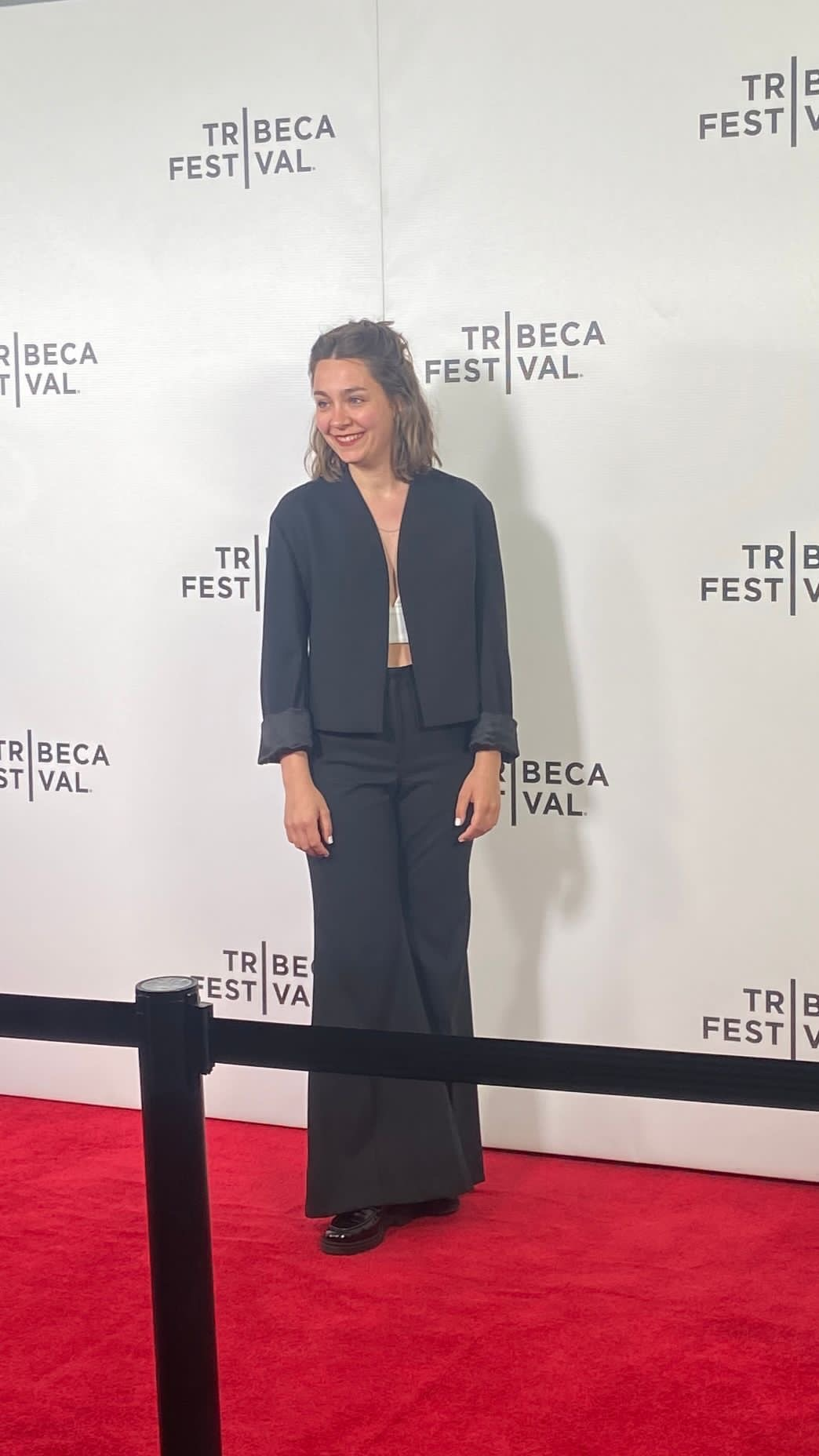
Anna Roller auf dem Tribeca Film Festival 2023

Anna Carina Roller (* 20. April 1993 in München) ist eine deutsche Filmregisseurin und Drehbuchautorin.

## Leben und Arbeit
Nach ihrem Abitur am Kurt-Huber-Gymnasium in Gräfelfing absolvierte sie ein Praktikum bei der Produktion des Filmes Tom und Hacke und als Regieassistentin bei der Neuköllner Oper. Mit Unterstützung des Förderprogrammes „In eigener Regie“ für Jugendmediengruppen in Bayern realisierte sie den Film Kuntergraudunkelbunt, für den sie 2013 den Deutschen Nachwuchsfilmpreis gewann.
Sie studierte von 2014 bis 2022 an der Hochschule für Fernsehen und Film (HFF) in München.
2019 war sie Teil der Future Frames Selektion des Internationalen Filmfestival Karlovy Vary der European Film Promotion.
Im selben Jahr wurde sie als Teilnehmerin des Les Arcs Talent Village ausgewählt.
2020 entwickelte sie die Webserie Curfew Calls. Zusammen mit Katharina Kolleczek und Lea Neu (Kalekone Film) begleitete sie als Show Runner 14 Teams, die jeweils eine 5-10-minütige Folge produzierten. Ihr Abschluss-Langfilm Dead Girls Dancing feierte eine Doppel-Premiere auf dem Tribeca Film Festival sowie dem Filmfest München.

## Filmographie
- 2013: Kuntergraudunkelbunt (Mittellanger Spielfilm)
- 2015: Es ist still in deinen Augen (Mittellanger Spielfilm)
- 2017: Pan (Kurzfilm)
- 2019: Die letzten Kinder im Paradies (Kurzfilm)
- 2020: Curfew Calls (Webserie)[6]
- 2021: Gör (Kurzfilm)
- 2023: Dead Girls Dancing

## Auszeichnungen
- 2013: Deutscher Nachwuchsfilmpreis für Kuntergraudunkelbunt beim up-and-coming Filmfestival.
- 2018: Starter-Filmpreis der Stadt München für Pan.[10]
- 2019: Preis für Besondere Regieleistung für Die letzten Kinder im Paradies beim Bundesfestival junger Film.
- 2019: Phenomena Festival, Best Cinematography für Pan (Felix Pflieger, DoP).[10]
- 2020: Nachwuchspreis des Deutschen Kamerapreis für Die letzten Kinder im Paradies (Felix Pflieger, DoP).[11]
- 2021: Deutscher Kurzfilmpreis in der Kategorie Spielfilm bis 10 Minuten Laufzeit für Gör.[12]
- 2024: New Faces Award in der Kategorie Bester Debütfilm für Dead Girls Dancing.[13]